# Issam Tej
Issam Tej (arabisch عصام تاج, DMG ʿIṣṣām Tāǧ; * 29. Juli 1979 in Tunis, Tunesien) ist ein tunesischer Handballtrainer. Als Handballspieler wurde Tej meist als Kreisläufer eingesetzt.

## Karriere
In seiner Jugend spielte Issam Tej in seiner Heimatstadt bei Club olympique des transports und Stade Tunisien. Mit 16 Jahren wurde er vom Spitzenverein Espérance Sportive de Tunis entdeckt und unter Vertrag genommen. Mit Tunis wurde er u. a. 2003 tunesischer Meister und Pokalsieger. Im selben Jahr verpflichtete ihn der französische Erstligist SC Sélestat Handball, zu dem ein Jahr zuvor schon sein Landsmann Heykel Megannem gewechselt war. Nachdem Tej 2006 zum besten Kreisläufer der Liga gewählt worden war, nahm ihn der Spitzenklub Montpellier HB unter Vertrag. Dort gewann er 2007 den französischen Ligapokal. Des Weiteren gewann Tej 2008, 2009, 2010, 2011 und 2012 die französische Meisterschaft sowie 2008, 2009, 2010, 2012 und 2013 den französischen Pokal. Im EHF Europa Pokal unterlag er 2014 in Berlin im Endspiel Pick Szeged. Im Sommer 2015 wechselte er zum katarischen Verein al-Jaish. Im März 2016 wurde er an den katarischen Klub Lekhwiya ausgeliehen. In der Saison 2017/18 spielte er noch einmal in Frankreich bei US Créteil HB, bevor er seine Laufbahn beendete.
Im deutschsprachigen Raum erlangte Tej Ende September 2007 wegen eines Foulspiels größere Bekanntheit. Im ersten Vorrundengruppenspiel der EHF Champions League 2007/08 zwischen Montpellier HB und dem deutschen Meister THW Kiel soll er den Kieler Star Nikola Karabatić nach dessen Meinung absichtlich gefoult haben, so dass Karabatić für mehrere Wochen ausfiel. Kurioserweise spielten Tej und die Karabatić-Brüder von 2009 bis 2013 gemeinsam in einem Team.
Tej bestritt 316 Länderspiele für die tunesische Männer-Handballnationalmannschaft. Mit seinem Land wurde er 1998, 2002, 2006, 2010 sowie 2012 Afrikameister. Bei der Handball-Weltmeisterschaft der Männer 2005 im eigenen Land belegte er mit Tunesien den vierten Platz, bei der Weltmeisterschaft 2007 in Deutschland aber schied er in der Hauptgruppe aus und belegte am Ende den 11. Platz. Tej nahm an den Olympischen Spielen 2000 in Sydney, den Olympischen Spielen 2012 in London und den Olympischen Spielen 2016 in Rio de Janeiro teil.
Seit 2019 ist Tej bei Angers SCO Handball beschäftigt. Mit Angers stieg er als Assistent von Guillaume Dupin in der Saison 2019/20 in die zweite französische Liga auf, konnte den Abstieg aber nach dessen Entlassung im November 2021 in der Saison 2021/22 nicht verhindern.